# 미야모토 무사시
미야모토 무사시(일본어: 宮本 武蔵)는 일본 아즈치모모야마 시대부터 에도 시대 초기에 걸쳐 생존했던 검술가이자, 다이묘(大名) 집안에 출사한 병법가(兵法家), 예술가이다. 두 자루의 가타나(刀)를 사용하는 니텐이치류(二天一流) 병법(兵法)의 개조(開祖)이다.
일본에서는 단 한 번의 대결에서도 패하지 않은 전설적인 검술가로 알려져 왔으며, 교토(京都)의 병법가 ・ 요시오카(吉岡) 일문과의 싸움이나 간류지마(巌流島)에서의 사사키 고지로(佐々木小次郎)와의 결투가 유명하다.
후세에 연극 ・ 소설 ・ 만화 ・ 영화나 애니메이션 등 다양한 영상 작품의 제재가 되어, 현대 일본에서는 「검호」(剣豪) 또는 「검성」(剣聖)으로 일컫고 있다. 특히 소설가 요시카와 에이지(吉川英治)의 동명의 소설이 유명하지만, 사실과는 다른 창작이 많다.
병법서로써뿐 아니라 인생 철학서, 혹은 경영, 스포츠 등의 지도서로도 읽히고 있으며 일본뿐 아니라 여러 외국에도 각지의 언어로 번역 소개된 《오륜서》(五輪書)에는 13세에서 29세까지 60여 차례의 승부에서 한 번도 패한 적이 없다고 기재되어 있다.
또한 서화(書畫)에 능한 예술가로도 알려져 있다. 그림이나 무구(武具) ・ 마구(馬具) 제작도 빈번하게 행했던 과거가 있으며, 일본의 중요문화재(重要文化財)로 지정된 《우즈(鵜図)》《가리키니 나키 호토토기스노즈(枯木鳴鵙図)》《고바이노 하토즈(紅梅鳩図)》를 비롯한 《쇼멘다루마즈(正面達磨図)》《아시노하 다루마즈(盧葉達磨図)》《아시가리즈 뵤부(盧雁図屏風)》《노메즈(野馬図)》 같은 수묵화(水墨画)나 말안장, 목검 등 무사시가 제작한 공예품이 일본 각지의 미술관에 소장되어 있다.
일본 시마다 미술관(島田美術館)이 소장한 유명한 미야모토 무사시의 초상화는 작자 미상이지만, 신체를 느슨하게 하고 있는 모습은 《오륜서》가 설한 극의와 일치하는 것으로, 미야모토 무사시 자신의 자화상이라는 설도 전해지고 있다.

## 이름
혼세(本姓)는 후지와라 씨(藤原氏), 묘지(名字)는 미야모토(宮本) 또는 신멘(新免)이다. 어렸을 때의 이름은 헨스케(일본어: 辨助)이다. 무사시(武蔵)는 통칭(通称, 백관명百官名) 이고, 휘(諱)는 하루노부(일본어: 玄信)이다. 호(号)는 니텐(二天), 또는 니텐 도라쿠(二天道楽)이다. 저서 《오륜서》 안에는 신멘 무사시노카미(新免武蔵守) ・ 후지와라노 하루노부(藤原玄信)라고 적혀 있다.
일본 구마모토 시(熊本市) 유게(弓削)의 묘비(墓碑)에는 「新免武蔵居士」, 무사시 자신의 양자(養子)였던 미야모토 이오리(宮本伊織)가 양아버지 사후 9년째인 쇼오(承応) 3년(1654년)에 세운 「신멘 다케조 하루노부 니텐 거사비」(新免武蔵玄信二天居士碑, 이하 고쿠라 비문小倉碑文)에는 「반슈(播州) 아카마쓰(赤松)의 말류(末流)인 신멘 다케조 하루노부 니텐 거사」(播州赤松末流新免武蔵玄信二天居士)라고 되어 있다.
무사시 사후 71년 되던 해인 1716년에 간행된 《본조무예소전》(本朝武芸小伝)에서는 마사나(政名)로 이름이 소개되어 있다. 이를 인용한 계도(系図)나 전기(伝記), 무사시의 공양탑(供養塔)이 일본 내부에 널리 소개되어 있어서 그의 휘를 「마사나」로 하는 무사시 관련 소설이나 개설서가 많이 있지만, 니텐이치류의 문하생이나 고쿠라 미야모토 가문의 사료에서는 이 「마사나」라는 이름은 쓰이지 않았다. 오히려 사료로써의 신빙성이 완전히 부정되고 있는 《무사시 계도》 등에서 적극적으로 이용하고 있다.
현재 아리마 나오스미(有馬直純)와 나가오카 사도노카미(長岡佐渡守)에게 보낸 서찰에는 〈미야모토 무사시 하루노부〉(宮本武蔵玄信)라고 적혀있고, 나가오카 사도노카미에게 보낸 서찰에는 니텐이라는 호도 적혀있다.

## 출생

### 생년
미야모토 무사시 본인의 저술로 알려져 있는 《오륜서》의 첫머리에 기술된 “셈하건데 나이 육십” (歳つもりて六十)를 그대로 받아들여 역산하면 간에이(寛永) 20년(1643년)에 세는 나이로 예순이 되므로, 무사시의 태어난 해는 덴쇼(天正) 12년(1584년)이 된다.
에도 시대 후기에 정리된 《고쿠라 미야모토 가 계도》(小倉宮本家系図) 및 무사시를 미야모토 씨 역대 연보(年譜)의 필두에 둔 《미야모토 씨 정통기》(宮本氏正統記)에는 덴쇼 10년 임오년(1582년)에 태어났고 쇼호(正保) 2년(1645년)에 향년 64세로 사망하였다고 기재되어 있다.

### 출생지
《오륜서》에 「태어난 구니(国)는 하리마(播磨)」(「生国播磨」)라고 기재가 있는데, 무사시의 양자인 이오리가 건립한 고쿠라 비문이나 에도 시대 중기의 지리지인 《하리마카가미》(播磨鑑)나, 이오리 자신이 도마리 신사(泊神社)에 봉납한 표찰인 《도마리진자무네후다》(泊神社棟札, 효고현 가코가와시 기무라木村 소재) 등의 기재에는 하리마 국 출생설(현재에는 효고현 다카사고시 요네다정)로, 에도 시대 후기의 지리지인 《도사쿠시》(東作誌)에는 미마사카 국(美作国, 오카야마현 동부) 미야모토 촌(宮本村)에서 태어났다는 기재에 의해 미마사카 출생설도 있다. 이 설은 요시카와 에이지의 소설 《미야모토 무사시》 등에서 채용되어 널리 알려졌다. 소설을 토대로 오카야마현 미마사카시 등에서는 미야모토 무사시 탄생지로써 관광지 개발을 하고 있다.

### 출자
아버지는 아카마쓰 씨(赤松氏)의 지류(支流)인 신멘 씨(新免氏)의 일족 신멘 무니(新免無二)라고 되어 있지만 이에 대해서는 이설도 있다.
《고쿠라 미야모토 계도》(小倉宮本系図)에는 무사시의 양자 이오리의 할아버지가 벳쇼 씨(別所氏)의 가신 다와라 이에사다(田原家貞)를 친아버지로 하고 무사시는 그 차남이라고 되어 있지만, 이오리 자신이 쓴 《도마리진자무네후다》나 《고쿠라 비문》에는 그러한 기재가 없다. 또한 무사시나 이오리에 관한 대부분의 기사를 싣고 있는 것으로 알려진 에도 중기의 히라노 요슈(平野庸脩)가 작성한 지리지 《하리마카가미》(播磨鑑)에도 무사시가 다와라 집안 출신이라고는 전혀 다루고 있지 않다.
또한, 에도 시대 후기에 정립된 《고쿠라 미야모토 가계도》에서 '신멘 무니노스케의 양자가 되었다'(為新免無二之助養子)라는 기술을 근거로 신멘 무니는 무사시의 양아버지라고 주장하는 견해도 있다(미마사카 국의 명문 집안의 성인 신멘(新免)은 무니의 대부터 사용되었다고 전해 내려온다).
신멘 무니에 대해서는 동시대에 활약한 도리류(当理流)의 미야모토 무니노스케 후지하라 가즈마와 동일 인물이라는 견해도 있다. 무사시의 양자 이오리가 봉납한 도마리 신사의 표찰에는 '有作州之顕氏神免者天正之間無嗣而卒于筑前秋月城受遺承家曰武蔵掾玄信'라고 기술하고 있다. 이로 볼때 덴쇼년간 아키즈키 성에서 죽은 신멘이 무니였고, 무사시는 무니의 양자였다고 주장하는 의견도 있지만, 명백히 신멘 무니는 덴쇼년간 이후에도 생존해 있었다.
무사시의 양자 이오리가 남긴 무사시의 기록은 생전의 무사시를 알고 있는 사람에 의해 쓰여진 것이라 비판없이 그대로 받아들여지는 경향이 강하다. 그러나, 원사료가 불명확하고, 이오리가 무사시를 어디까지 알고 있는지에 대해 문제시하는 견해도 있다. 다른 사료와 비교해 사실을 오인해 적은 것도 밝혀졌다. 또, 무사시를 치켜세우기 위해 각색한 점도 많이 보인다.

## 생애

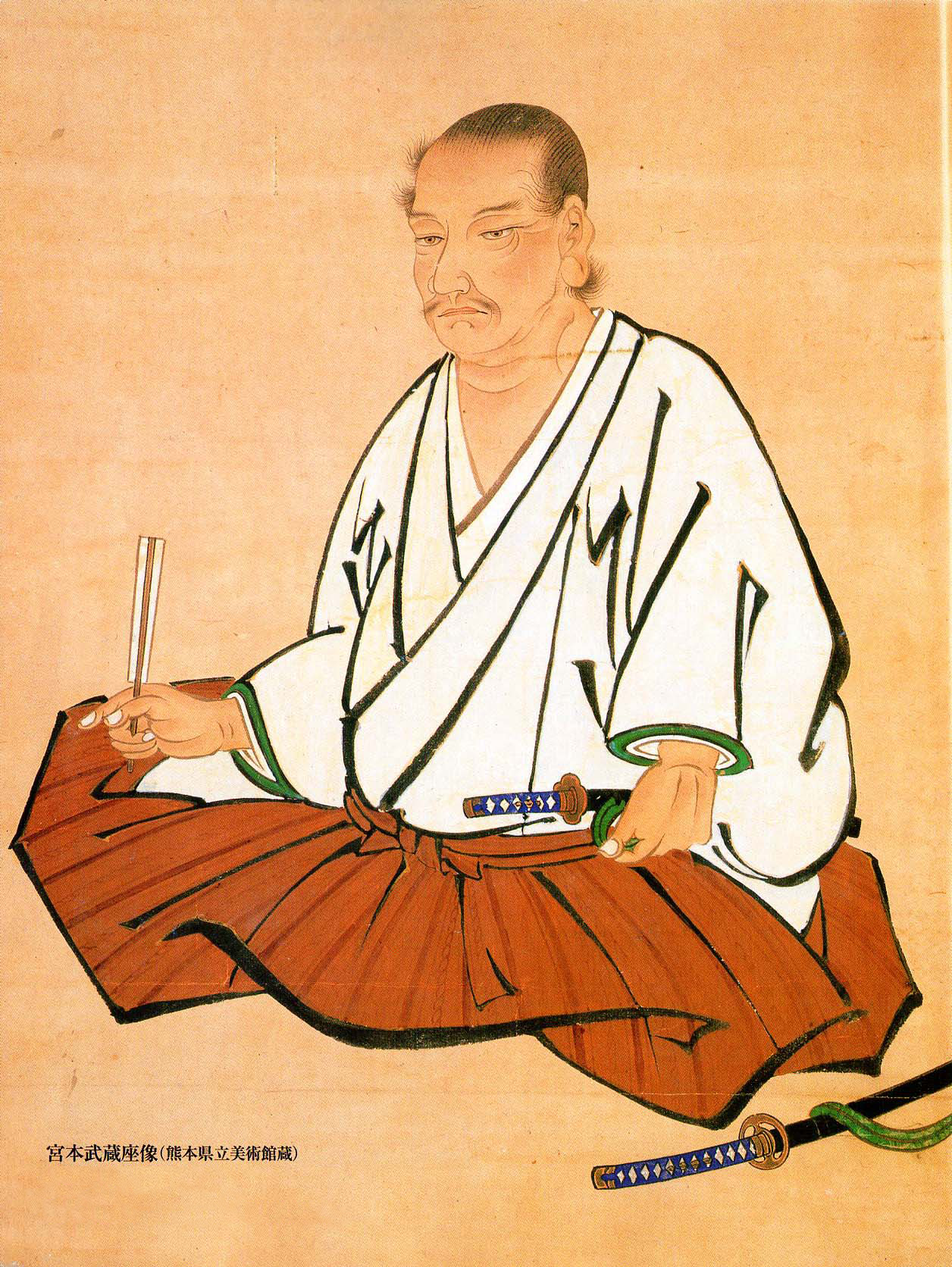
미야모토 무사시

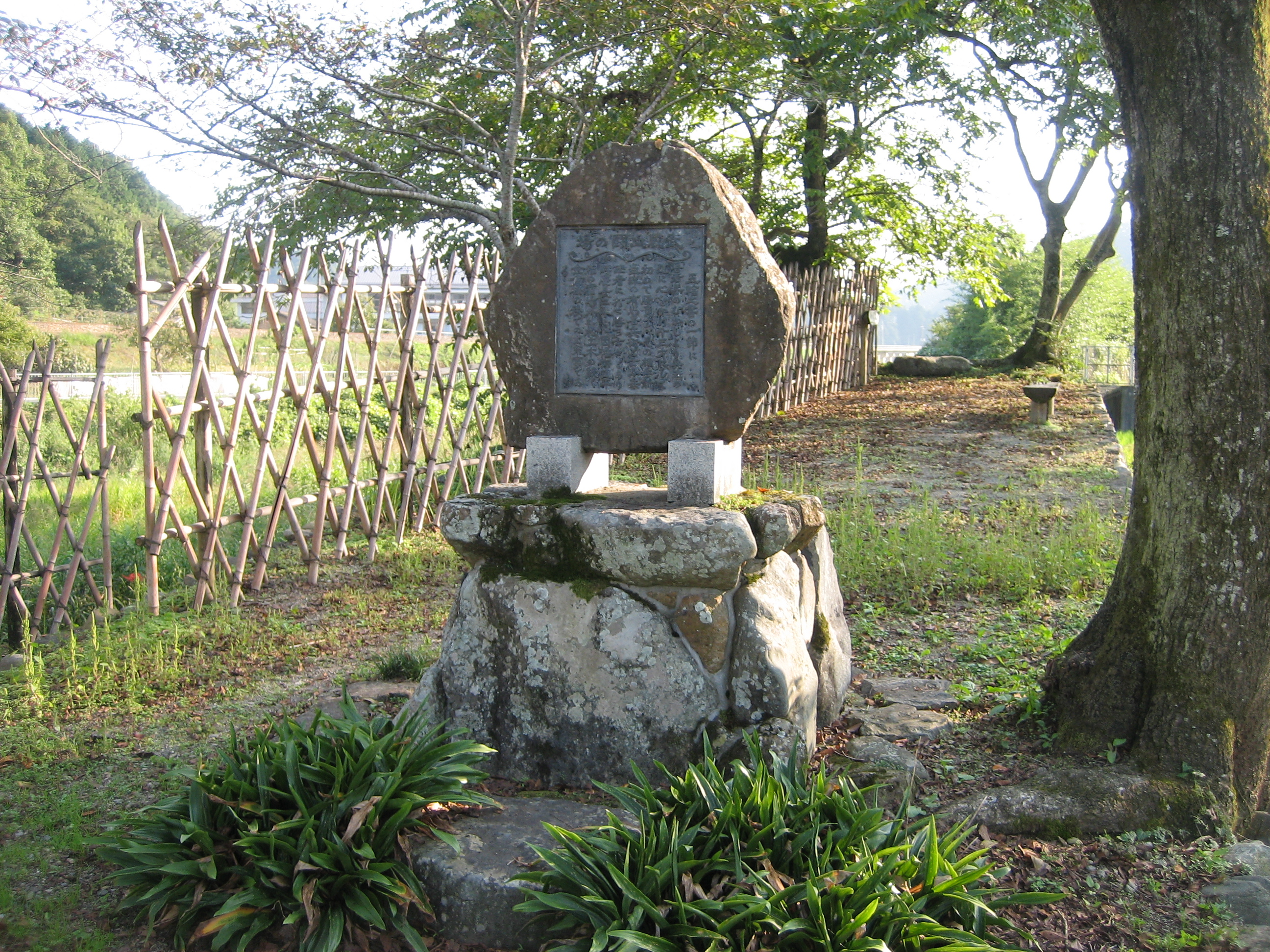
미야모토 무사시가 최초로 결투를 벌였다고 전하는 땅에 세워진 기념비. 일본 효고 현(兵庫県) 사요 정(佐用町) 히라후쿠(平福) 소재.

《오륜서》에는 13세에 처음 아리마 기헤이(有馬喜兵衛)라는 자와 결투하여 승리하고, 16세에 다지마 국(但馬国)의 아키야마(秋山)라는 병법가(무예가)와 결투해 승리하는 등, 29세가 될 때까지 60여 회의 승부를 벌였고 모두 무사시 자신이 이겼다고 기술하고 있다.
종래 학설에서는 게이초(慶長) 5년(1600년)에 일어난 세키가하라 전투에서, 신멘 무니가 세키가하라 전투 이전에 동군(東軍)의 구로다 가문(黒田家)에 출사한 사관이였다는 것을 증명하는 구로다 가문의 문서가 존재하므로, 무사시가 아버지와 함께 당시 부젠 국(豊前国)에 영지를 가지고 있던 구로다 죠스이(黒田如水)를 따라 동군으로 참전해 규슈에 있었을 가능성이 높다. 이 설에 따라 구로다 가의 가신 다치바나 미네히라에 의한 무사시 전기 《헤이호타이소부슈겐신코덴라이》(兵法大祖武州玄信公伝来)에서는 구로다 요시타카의 군에 속해 규슈 분고의 이시가키바루 전투에서 서군의 오토모 요시무네군과 싸웠으며, 출진 전의 일화와 도미쿠 성 공방전에서의 분전을 적고 있다.
《오륜서》에는 "스물한 살이 되어 도쿄로 올라가, 천하의 무예가와 만나 수번의 승부에서 승리를 하지 않은 일이 없다"(廿一歳にして都へ上り、天下の兵法者にあひ、数度の勝負をけつすといへども、勝利を得ざるという事なし)라고 기술하고 있다. 《오륜서》에 언급된 '천하의 무예가'란 고쿠라 비문에 기록된 〈후소다이이치노헤이주쓰 요시오카〉(扶桑第一之兵術吉岡), 즉 요시오카 일족이라고 사료되고 있다. 이 결투는 요시카와 에이지의 《소설 미야모토 무사시》를 비롯한 문예작품 등에서 다양하게 각색되어 널리 알려졌다.
무사시가 치른 결투 중에서 가장 널리 알려져 있는 것은 '간류지마 결투'라고 전해져 오는 것이다. 이는 게이초 연간에 부젠(豊前) 고쿠라 번(小倉藩)의 영지(야마구치현 시모노세키 지역)의 후나지마(舟島, 간류지마)에서 간류(岩流)라는 병법가와 싸우게 되었다는 것이다. 이 내용은 일본에서 에도 시대 이후 현대에 이르기까지 그림극(芝居), 조루리(浄瑠璃), 우키요에(浮世絵), 소설, 영상 작품 등 다양한 대중문예 작품의 제재가 되었다.
오사카 전투(1614년~1615년)에서 미야모토 무사시는 미즈노 가쓰나리(水野勝成)의 객장(客将)으로 도쿠가와 가문측에 속해 참진했고, 가쓰나리의 적자 가쓰시게(勝重)와 함께 활약했다는 것이 많은 사료에 기록되어 있다.
그 후, 히메지번주 혼다 다다토키와 친분을 가졌고 아카시 지역에서는 도시 계획을 했으며 히메지, 아카시 등의 성과 사원에 정원을 조성하였다. 《海上物語》에서는 이 시기 봉술(杖術)에 하나인 신도무소류(神道夢想流)의 무소 곤노스케(夢想権之助)와 아카시에서 시합을 하였다는 이야기가 전해 내려온다. (이 이야기가 기재되어 있는 《니텐키》(二天記)에서는 에도에서 시합한 일이라고 하지만, 니텐키의 원사료인 《부코덴》(武公伝)에는 기재되어 있지 않다.)
겐나 초엽, 미즈노가의 가신 나카가와 시마노스케의 셋째 아들 미키노스케를 양자로 맞이하였고, 미키노스케를 히메지성주 혼다 다다토키에게 출사시켰지만, 1626년 혼다 다다토키가 죽자, 순사하였다. 이에 미야모토 가문은 미키노스케의 동생을 그의 후임으로 해 존속시켰지만, 같은 해에 하리마 지역의 무사 다하라 히사미쓰의 둘째 아들 이오리를 새로운 양자로 맞이하였고, 미야모토 이오리를 아카시번주 오가사와라 다다자네에게 출사시켰다. 이오리는 1631년 20세의 나이로 오가사와라 가문의 가로가 된다.
1638년에 일어난 시마바라의 난에서는 고쿠라번주로 부임한 오가사와라 다다자네를 따라 이오리도 출진하였고, 무사시도 다다자네의 조카인 나카쓰번주 오가사와라 나가쓰구의 후견인으로 하여 출진하였다. 난이 진압된 후에 노베오카번주인 아리마 나오즈미에게 보낸 무사시의 서찰에는〈拙者も石ニあたりすねたちかね〉라고 반란군의 투석에 맞아 부상을 입었다고 적고 있다. 또, 고쿠라에 머물러 있을 때 오가사와라 다다자네의 명령으로 호조인류 창술(宝蔵院流槍術)의 다카다 요시쓰구와 시합을 했다는 이야기가 전해져 오고 있다.
간에이 17년(1640년) 구마모토번주 호소카와 다다토시에게 손님으로 초대되어 구마모토로 가게 된다. 칠인부지(7人扶持) 18석에 구휼미 300석이 지급되었고, 구마모토성 동부에 인접한 지바성(千葉城)에 저택을 받았다. 통상 가로 이상의 신분이 아니면 허가되지 않는 매사냥이 허용되는 등 손님 신분으로써는 파격적인 대우로 맞이하였다. 같은 손님인 아시카가 요시테루의 남겨진 아들 아시카가 도칸과 함께 야마가 온천에 초대되는 등 호소카와 다다토시에게 존중받았다. 다음해 다다토시가 죽은 후에도 2대 번주 호소카와 미쓰나오에게도 이전과 같이 매년 300석의 구휼미가 지급되어 빈객으로서의 대우를 받았다. 《부코덴》(武公伝)에는 미야모토 무사시의 수제자였던 사스이(士水) 즉 야마모토 겐고자에몬(山本源五左衛門)의 말로, 구마모토 번의 번사 가운데 미야모토 무사시의 문하에 들어간 자가 꽤 많았다고 한다. 이 무렵 제작된 그림과 공예품 등이 오늘날에 전해져 온 것들이다.
간에이 20년(1643년) 구마모토 시 근교의 긴푸 산(金峰山)에 있는 레이간도(霊巌洞) 동굴에서 《오륜서》의 집필을 시작하였다. 또, 죽기 며칠 전에는〈자철서〉(自誓書)라고 불리는 독행도(獨行道)와 함께 《오륜서》를 제자 데라오 마고노조(寺尾孫之允)에게 주었다.
조오(正保) 2년(1645년) 5월 19일(양력 6월 13일) 지바 성(구마모토)의 저택에서 세상을 떠났다. 향년 62세였다. 
미야모토 무사시의 무덤은 일본 구마모토시 유게(弓削)에 있는 통칭 무사시즈카(武蔵塚)이다. 기타큐슈시 다무케 산(手向山)에 양자 미야모토 이오리가 세운 《신멘 다케조 하루노부 니텐 거사비》 통칭 고쿠라 비문이 있다.
무사시의 무예는 처음에는 엔메이류(円明流)라고 불렸지만, 《오륜서》에서는 니토이치류(二刀一流), 또는 니텐이치류(二天一流) 두 가지 명칭이 사용되었고, 최종적으로는 후자인 니텐이치류로 정착되었다고 여겨진다. 후세에는 무사시류(武蔵流) 같은 이름도 사용된다. 
무사시가 구마모토에 머무르던 시절 제자 데라오 마고노조, 모토메노스케 형제가 있었고, 히고 구마모토번에서 니텐이치류 검술이 융성하였다. 또, 마고노조의 제자 가운데 한명인 시바토 산자에몬은 후쿠오카 번의 구로다 가문에 니텐이치류를 전수하기도 하였다.

## 미야모토 무사시의 결투 전설에 관한 설들

### 요시오카 집안과의 싸움

#### 통설
《오륜서》에서는 미야모토 무사시가 "스물한 살 때 교토로 올라가 천하에 널리 이름난 병법가를 만나 수차례 승부를 겨뤘으나 승리를 거두지 못한 적은 없었다"라고 기술되어 있다. 이 '천하에 널리 이름난 병법가'(天下の兵法者)를 고쿠라 비문에 기재된 「扶桑第一之兵術吉岡」 다시 말해 요시오카 집안(吉岡家)이라고 보는 것이 기존 일본의 통설이었다. 
결투 경위에 대해서 고쿠라 비문을 요약하면 다음과 같다. 
무사시는 교토로 올라와 「부상(扶桑) 제일의 병술」(扶桑第一之兵術) 요시오카 일문(一門)과 싸웠다. 요시오카 집안은 대대로 아시카가 쇼군케(足利将軍家)의 사범으로 「부상 제일의 병술가」(扶桑第一兵術者)라는 칭호가 있었다. 아시카가 요시아키(足利義昭)의 때에 신멘 무니(新免無二)를 소환하여 요시오카와 병술(兵術) 시합을 시켰다. 세 번의 약속에서 요시오카가 한 번, 신멘이 두 번 승리하였다. 이로 하여 신멘 무니는 「일하무쌍(日下無双)의 병법술가(兵法術者)」라는 칭호를 받게 되었다. 이 일로 해서 무사시는 교토에서 요시오카와 싸운 것이다. 
최초로 요시오카 집안의 당주인 요시오카 세이주로(吉岡清十郎)와 낙외(洛外)의 렌타이노(蓮台野)에서 싸웠다. 무사시는 목도(木刀)로 일격하여 세이주로를 깨부수었다. 미리 일격으로 승부를 결정하자는 약속이 있었으므로 목숨을 빼앗지는 않았다. 세이주로의 제자는 그를 들것에 실어서 돌아갔고, 치료한 뒤에 세이주로는 회복하였으나 병술을 그만두고 출가하였다. 
그 뒤 요시오카 덴시치로(吉岡伝七郎)와 낙외에서 싸웠다. 덴시치로는 다섯 자 길이의 목도를 그 자리에서 무사시가 빼앗아서 그것으로 쳐서 쓰러뜨렸다. 덴시치로는 사망하였다. 
그러자 요시오카의 문하 제자들은 비밀리에 계획을 짜서 병술로는 무사시에게 이길 수 없으니 요시오카 마타시치로(吉岡亦七郎)와 낙외의 구다마쓰(下松)에서 승부를 겨루기로 하고 문하생 수백 명에게 활과 화살 등을 지니게 하여 무사시를 살해하고자 하였다. 무사시는 이것을 알았으나 제자에게 옆에서 보고 있으라고 명해 놓고 혼자서 이를 쳐부수었다. 
이 일련의 싸움으로 해서 요시오카 집안은 멸망해 단절되었다.

고쿠라 비문 등의 기록은 다른 사료와 비교하여 사실 오인이나 무사시 현창을 위한 각색이 많이 보인다. 요시오카 집안의 기술에 한정하면 무사시에게 완패하고 은퇴한 세이주로, 사망한 덴시치로, 낙외 구다마쓰에서의 사건에 대한 기록은 다른 사료에는 보이지 않아서 창작일 가능성이 높다고 여겨진다. 또한 병장기인 칼이나 창, 나기나타(薙刀) 같은 무구와 활, 화살로 무장한 수백 명의 무인을 상대로 혼자서 승리했다는 등의 기술은 현실성이 부족하다. 마찬가지로 신멘 무니와 요시오카 집안과의 아시카가 요시아키 앞에서의 어전시합(御前試合)에 관한 일화도 다른 사료에는 보이지 않아서 인연을 아시카가 쇼군케와 결부지어 그려냄으로써 이야기적인 성격을 높이기 위한 창작의 가능성이 있다.
후쿠오카 번의 니텐이치류 검술 사범이었던 다치바나 미네히라(立花峯均)가 교호(享保) 12년(1727년)에 저술한 무사시의 전기인 《병법대조 부슈 하루노부 공 전래》(兵法大祖武州玄信公伝来)에도 요시오카 집안과의 전승이 기록되어 있다. 이를 요약하면 다음과 같다. 
세이주로와의 시합 당일 무사시는 병이 났다고 하며 거절하였으나, 몇 번이나 시합 요구가 왔다. 대나무 가마에 실려 시합장에 도착한 무사시를 나가서 맞이하고 병의 상태를 살피려던 세이주로를 무사시는 목도로 쳐서 쓰러뜨렸다. 세이주로는 나중에 회복하였으나, 병술을 버리고 출가하였다. 
덴시치로는 낙외에서 다섯 자 길이의 목도를 써서 무사시에게 맞섰으나, 거꾸로 목도를 빼앗기고 그에게 맞아 죽었다. 
마타시치로(又七郎)는 낙외 구다리마쓰(下り松)의 가까운 곳에 창(鎗)이며 나기나타(薙刀), 활과 화살로 무장한 문인 수백 명을 모아 데리고 갔다. 무사시측에서도 열 명 정도의 문인이 있었으나 젊은 무사 한 사람이 무사시 앞으로 나서려다가 화살에 부상을 입었다. 이를 본 무사시는 문인들을 먼저 퇴각시키고 자신이 후미(殿)가 되어 수백 명의 적을 때려눕히며 퇴각하였다. 무사시는 절로 도망쳐 들어갔고, 절을 통하여 퇴각해 행방을 감추었다. 요리키(与力), 도신(同心)이 그 자리에 급히 달려와 그 자리를 수색하였다. 
이 일이 계기가 되어 요시오카 집안은 단절되었다.

이 문서에는 고쿠라 문서의 전문이 약간 바뀌어 기술되어 있는데, 비문의 내용을 토대로 전승을 추가로 적고 내용을 발전시킨 것으로 여겨진다. 
호소카와 집안의 필두 가로였던 마쓰이 씨(松井氏)의 가신으로 니텐이치류 사범이었던 도요타 마사나가(豊田正脩)가 호레키(宝暦) 5년(1755년)에 완성한 무사시의 전기 《부코텐》(武公伝)에서는 마사나가의 아버지 마사타케(豊田正剛, 1672~1749)가 모은 무사시의 제자들이 이야기한 무사시에 관한 전문이 기재되어 있다. 여기에는 미치이에 가쿠사에몬(道家角左衛門)이 생전 무사시로부터 자주 들었던 이야기로 낙외 구다마쓰에서의 자세한 싸움 상황이 기록되어 있다. 이에 따르면,
무사시에게 따르고 싶다고 한 제자에 대해 집단끼리의 전투는 공의(公儀)가 금지하고 있는 바라며 거절하였다. 세이주로 ・ 덴시치로 때에는 늦어서 승리하였으므로 이번에는 반대로 하기로 했다. 구다마쓰에 가는 도중에 하치만 샤(八幡社) 앞을 지날 때 보통은 하지 않는 승리 기원을 하려고 했지만 말렸다. 아직 한밤중인데 구다마쓰에 와서 소나무 그림자에 숨어 있었다. 세이주로의 아들 마타시치로가 문하 제자 수십 명을 데리고 왔다. 「무사시가 예 기다렸노라」(武蔵待得タリ)라고 고함을 치며 나타나 마타시치로를 베어 죽였다. 문하 제자들이 (무사시를) 찌르고 들어오고 또 반궁(半弓)으로 쏜 화살이 무사시의 소매에 맞았으나 (무사시가) 나아가 쫓아내고 무너뜨렸으므로 문하 제자들은 낭패하고 여기저기로 도망쳐 흩어졌고, 승리를 얻었다.

이 설화는 무사시가 자주 이야기하곤 했다는 것으로 당시 호소카와 번의 니텐이치류 문하 제자들 사이에서 전해지고 있던 전문을 기록한 것이다. 《부코텐》(武公伝)의 내용은 마사나가의 아들인 도요타 가게히데(豊田景英)에 의해 《니텐키》에 재편집되어 1909년(메이지 42년) 구마모토의 미야모토 무사시 유적 현창회(宮本武蔵遺蹟顕彰会)에서 편찬에 의한 《미야모토 무사시》(宮本武蔵), 통칭 「현창회본」(顕彰会本)에서 《니텐키》가 원사료의 하나가 되어 그대로 역사적 사실로 받아들여졌고, 나아가 요시카와 에이지가 소설 《미야모토 무사시》에서 이 현창회본의 내용을 사용하면서 현대에까지 널리 알려지게 된 것이다.

#### 이설
후쿠즈미 도유(福住道祐)의 전기물 《우키타텐》(宇喜多伝) 등을 집필한 전기 작가가 조에이(貞永) 원년(1684년)에 저술한 《요시오카텐》(吉岡伝)에 무사시와 요시오카 집안의 대결에 대한 이설이 기록되어 있다. 이 문서에는 요시오카 겐자에몬 나오쓰나(吉岡源左衛門直綱) ・ 요시오카 마타이치 나오시게(吉岡又市直重)라는 두 사람이 요시오카측의 인물로, 마쓰다이라 다다나오(松平忠直)의 가신으로 무적류(無敵流)를 자호로 삼은 이도류의 명수로 북부 무쓰, 데와 지역에서 유명하였다는 미야모토 무사시가 등장한다.여기에는 낙외 구다마쓰 부분은 기술되어 있지 않다. 또한 시합 내용이 고쿠라 비문과도 전혀 달라서, 나오쓰나가 세이주로로, 나오시게가 덴시치로라고 단순하게 대응시키기는 어렵다. 요약하면 다음과 같다. 
「겐자에몬 나오쓰나(源左衛門直綱)와의 시합 결과 무사시가 이마에서 큰 피를 흘렸고, 나오쓰나가 승리했다 또는 비겼다(引分け) 라는 두 가지 의견이 나왔다. 나오쓰나는 재시합을 바랐으나 무사시는 이를 거절하였고, 마타이치 나오시게와의 싸움을 희망하였다. 그러나 나오시게와의 싸움에서는 무사시가 도망쳐 버리고 나오시게의 부전승이 되었다.」

이는 미야모토 무사시와 요시오카 집안이 시합을 벌였고 무승부로 끝났다는 내용을 전하는 최초의 사료이다. 다만 《요시오카텐》은 아사야마 산토쿠(朝山三徳) ・ 가지마 린사이(鹿島林斎)라는 원사료를 알 수 없는 무예가와 동렬로 미야모토 무사시가 언급된다. 앞에서 서술한 대로 그 이름은 두 자루의 칼을 쓴다는 것을 제외하고는 현실과 괴리되어 있고, 창작일 가능성이 있다. 이 사료는 이후 시바 료타로(司馬遼太郎)가 소설 《진설(真説) 미야모토 무사시》(真説宮本武蔵)의 소재가 되면서 무사시측의 증언 기록에 대한 요시오카 집안측의 증언 기록으로써 소개되는 경우가 많다. 
또한 일본의 항간에는 무사시-요시오카 대결을 비겼다고 전하는 일화가 전승되고 있다. 
- 에도 중기의 병학자인 히나쓰 시게타카(日夏繁高, 1660－1731)가 교호 원년(1716년)에 저술한 《혼초부케이쇼텐》(本朝武芸小伝)에는 항간에 전하는 무예가의 일화가 수록되어 있는데, 여기에 무사시와 요시오카가 비겼다는 이야기가 실려 있다.
- 에도 중기의 국학자인 가시와자키 에이이(柏崎永以, ?－1772)가 1740년대에 편찬한 고로다화(古老茶話)에서도, 당시 항간의 전승을 기록한 것이 있는데, 미야모토 무사시와 요시오카 가네후사(吉岡兼房)라는 인물의 대결이 실려 있고, 결과는 마찬가지로 '비겼다'고 기록되어 있다.

또한 《부코텐》(武公伝)에는 미치이에 가쿠사에몬(道家角左衛門)의 설화로써 오우타이조메(御謡初)의 밤 자리에서의 잡담으로 시미즈 호키(志水伯耆)로부터 무사시가 전에 세이주로에게 얻어맞았다는 이야기가 있었는데 사실인가, 라고 무사시가 질문을 받고 무사시가 이를 부정했다는 이야기가 기술되어 있다. 《부코텐》의 이야기에 따르면 만년의 무사시는 제자들에게 굉장히 자주 요시오카에게 이겼었다는 이야기를 하곤 했는데, 무사시 생전에 항간에 「요시오카가 이겼다」라는 이설이 있었다고 할 수 있다.

## 검술

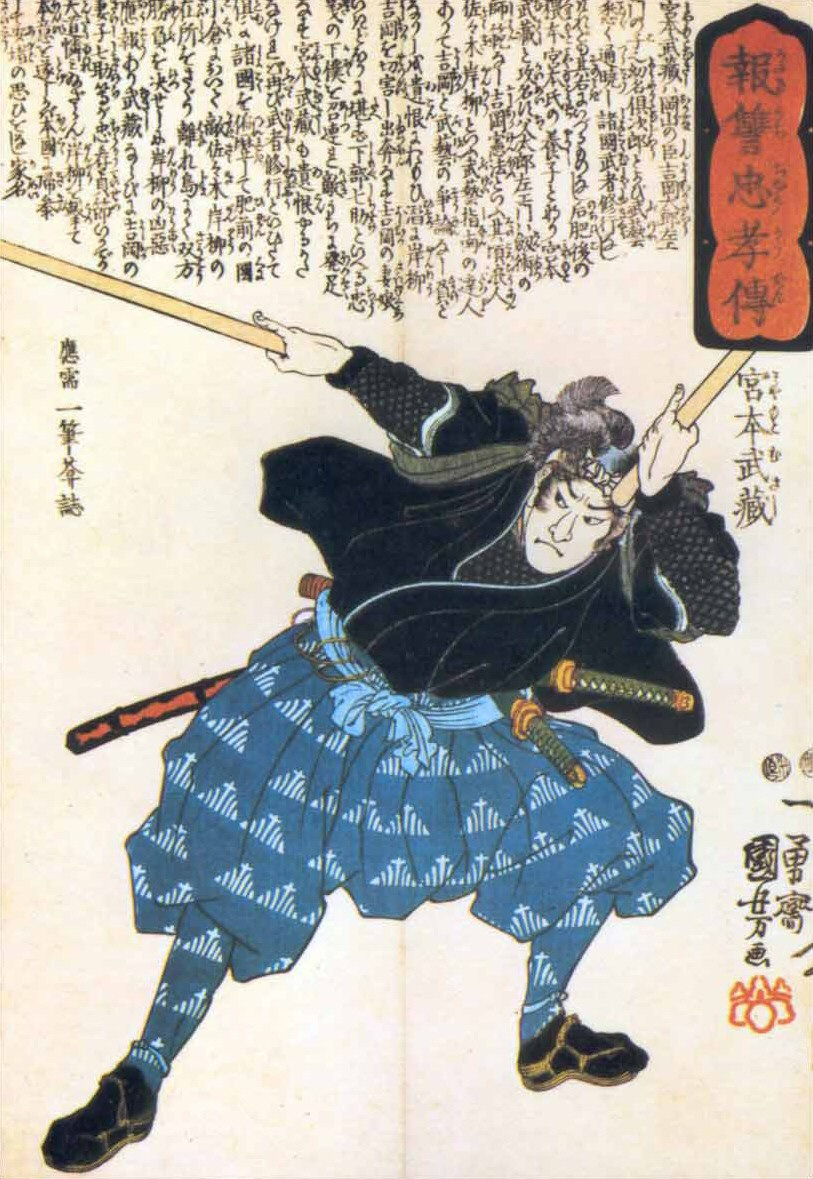
젊은 미야모토 무사시가 목검을 휘두르는 모습

미야모토 무사시의 검술은 일반적인 검술과 달리 두 개의 검(장검과 단검)을 사용하는 것으로, 니토류(二刀流, 이도류) 혹은 엔메이류 검법으로 알려져 있다. 아직도 일본은 미야모토무사시를 류조로 하는 니텐이치류와 다른 류조로 하는 류파가 전승되고 있다 )

## 창작 활동
미야모토 무사시는 검법 뿐 아니라, 저서와 그림으로도 유명하다.

### 예술가로서의 무사시
무사시 사후 21년이 지난 칸분6년 (1666년)에 씌여진 ‘카이죠이야기’에서 무사시가 그림을 그리는 이야기가 적혀져있는 등 화가로서 무사시는 유명했다.
현재 남아 있는 작품의 대부분이 만년의 작품이라고 생각되며, 쿠마모토에서의 작품은 호소카와가 가로의 팔대성주였던 마츠이가나 만년의 무사시의 생활을 돕던 테라오 노부유키의 테라오가를 중심으로 남겨진 것이 소유자를 바꾸며 현재까지 전해지고 있다.
수묵화에 대해서는 니텐의 이름을 사용한 것이 많다. 화풍의 카이호우 유우쇼의 영향을 지적하는 연구자도 있지만 누군가에게 전문적으로 배운 적은 없는 설을 지지하는 연구자가 많다. 검선일여(劍禪一如)의 경지가 훌륭하게 그려진 작품으로 평가되는 것도 있지만, 직업화가가 아닌 미숙함, 소박함이 역으로 작품의 평가를 높여준다는 설도 있다. 필체, 화풍이나 화인, 저명 등에 진짠지 가짜인지에 대한 연구도 되고 있지만 명확한 결론은 내어지지 않았다.
주요한 그림으로서 ‘제도(두견새그림)’ ‘정면달마도’ ‘문복포대도(배를 어루만지는 포대 그림??)’ ‘호안도(기러기 그림)’ (이상은 영청문고장) ‘호엽달마도’ ‘야마도(야생마 그림)’ (이상 마츠이 문고장) ‘고목명격도(고목위에 까치의 그림)’ (이즈미시쿠보 기념관) ‘주무숙도’ ‘유압도(오리가 노니는 그림)’ ‘포대도’(이상은 오카야마 현립 미술관), ‘포대관투계도’(후쿠오카 미술관) 등이 있다.
글로서는 ‘독행도’ (쿠마모토 현립 미술관) ‘전기(戰氣)’(마츠이 문고장)등이 진작으로 인정되고 있다. 전래가 확실한 무사시작의 공예품으로는 흑칠한 ‘안장’, 후나지마의 전투에 사용된 목도등을 모방한 것으로 보이는 ‘목도’ 한자루. 니텐이치류 수련용 대소 한쌍의 ‘목도’가 마츠이 가에 남아있다.
또 무사시의 작품으로 유명한 ‘부동명왕상’(개인 소장)은 전래 작품으로서 진작의 가능성이 없다.

### 오륜서
오륜서(일본어: 五輪書 고린노쇼[*])는 무사시가 집필한 병법서로, 무사시가 만년에 레이간도(霊巌洞) 동굴에서 2년에 걸쳐 저술한 작품으로 1643년 집필을 시작하여 1645년 집필을 마쳤다. 책 제목대로 '땅(地), 물(水), 불(火), 바람(風), 하늘(空)'의 5장으로 구성되어 있다. 자신이 걸어온 무사로서의 길을 간략하게 서술한 뒤, 무사로서 가져야 할 마음가짐 등을 담았다. 현재도 검도를 배우는 사람들 사이에 널리 읽히고 있다. 현재 원본은 전해지지 않으며 다수의 사본이 존재한다. 하지만, 이마저도 서로 상이한 점이 많아 무사시 사후에 제자가 집필했다는 설도 있다.

## 문화에서의 무사시

### 창작에 영향을 끼침
간류섬의 싸움 등, 무사시에 관한 이야기가 에도 시대부터 각색되어 가부키, 죠우루리, 강론 등의 소재가 되었다. 요시오카 에이치가 1930년대에 아시히 신문에 연재한 소설 ‘미야모토 무사시’에 의해 최강의 청년 검사 무사시의 이미지가 일반적으로 넓게 정착 되었다.

### 영화
일본과 그 외 지역에서 만들어진 사무라이 영화의 많은 수가 미야모토 무사시의 일대기를 바탕으로 하고 있다.

### 소설
일본의 유명한 소설가인 요시카와 에이지, 시바 료타로, 시바타 렌자부로, 사사자와 사호 등이 미야모토 무사시를 소재로 한 소설을 발표한 바 있다. 이 중에서 요시카와 에이지의 작품은 2차 세계대전 중에 발표된 것으로 가장 유명하다.
- 미야모토 무사시（1935년~1939년, 아사히 신문 연재, 요시카와 에이지)
- 사사키 고지로 (1949년~1950년, 아사히 신문 연재, 무라카미 겐조)
- 요조(よじょう, 1952년, 야마모토 주고로)
- 소레카라노무사시(それからの武蔵, 1952년~1957년, 오야마카 쓰키요)
- 후타리노무사시(二人の武蔵, 1956년~1957년, 1968년 개정, 고미 야스스케)
- 진설 미야모토 무사시(真説宮本武蔵, 1962년, 시바 료타로)
- 미야모토 무사시(1967년, 시바 료타로)
- 결투자 미야모토 무사시(決闘者宮本武蔵, 1970년~1973년, 시바타 렌자부로)
- 미야모토 무사시(1983년~1984년, 쓰모토 요)
- 검성 미야모토 무사시(1996년, 사사자와 사호)

### 만화
이노우에 다케히코의 만화 배가본드는 요시카와 에이지의 소설 《미야모토 무사시》를 바탕으로 한 작품이다. 그리고 아오야마 고쇼의 만화 YAIBA에서도 미야모토 무사시가 등장한다.

## 같이 보기
- 야규 무네노리
- 사사키 코지로
- 다쿠안 소호
- 요시카와 에이지
- 비젠국
- 미마사카국
- 오하라정 (오카야마현)
- 미야모토무사시역

### 내용주
1. ↑  다만 60여 차례의 싸움 모두 상세한 경위나 전적은 기록이 남아 있지 않고 두 번의 간이한 기재만이 남아 있다.
2. ↑  신멘 씨(新免氏)에 대해서는 가마쿠라 시대 후기의 구교였던 도쿠다이지 사네타카(徳大寺実孝, 1293~1332)를 시조로 하는 설(『徳大寺家系図』), 남북조 시대의 무가였던 아카마쓰 씨(赤松氏)의 가신(家臣)이었다는 기누가사 씨(衣笠氏), 히라타 씨(平田氏)의 지류(支流)라는 설(『中興系図』)도 있다.
3. ↑  弁助、弁之助라고도 쓴다.
4. ↑  고카(弘化) 3년(1846년) 이전에 양자 이오리(伊織)의 자손이 작성한 것이다.
5. ↑  친아버지라는 설과 양아버지라는 설이 있다.
6. ↑  《도사쿠시》(東作誌) 등에서 무사시의 부친을 히라다 무니(平田武仁)라는 설이 유명하지만, 히라다 무니는 무사시가 태어나기 이전에 죽었다. 또, 이들 사료에서는 그 밖의 무사시와 관련된 기술도 타 사료와의 일치되는 점도 전혀 없다. 무사시와 관련된 사료적 가치는 전부 부정되고 있다.
7. ↑  죠스이의 아들인 나가마사를 따라 세키가하라 본전장에서 구로다 군세의 일원으로써 싸웠다고 하는 설도 있다.
8. ↑  신멘 씨가 우키타 히데이에(宇喜多秀家) 배하에 있었다는 점에서 그에 따라 서군에 참가하였다는 설이 존재했다.
9. ↑  구로다의 가신인 立花峯均이 집필한 『兵法大祖武州玄信公伝来』(『丹治峯均筆記』『武州伝来記』라고도 불린다)에서는 구로다 죠스이의 군에 속하여 분고 국(豊後国)의 이시가키바라(石垣原, 오이타현 벳푸시)에서 서군의 오토모 요시미치(大友義統)의 군과의 합전에 출전하였고 출전 전의 일화나 冨来城 공격에서의 분전에서 활약한 이야기가 전해지고 있다.
10. ↑  덴쇼 12년(1584년)에 무사시가 태어났다고 한다면 게이초 9년(1604년)의 일이 된다.
11. ↑  미야모토 무사시는 도요토미 가문측에 속해 참진했다는 것이 통설로 여겨졌지만, 이는 근거없는 속설이다.
12. ↑  덴쇼 12년(1584년)에 무사시가 태어났다고 보면 게이초 9년(1604년)이다.

### 참조주
1. 1 2  『読売新聞』よみほっと（日曜別刷り）2021年4月18日1面【ニッポン絵ものがたり】「宮本武蔵肖像」剣聖の脱力とゆる体操
2. ↑  慶長7年・同9年『黒田藩分限帖』